# Jacek Raginis Królikiewicz
Jacek Raginis Królikiewicz, également connu sous le nom de Jacek Raginis ou Jacek Królikiewicz, né le 18 septembre 1966 à Łódź, est un réalisateur, scénariste et producteur de cinéma et de télévision polonais.

## Biographie
Jacek Raginis-Królikiewicz est diplômé de la faculté des sciences humaines de l'Université catholique de Lublin (pl) (1990) et de l'École nationale de cinéma de Łódź (1994). Dans les années 1999-2001, il est journaliste de Radio Plus (pl). Il enseigne comme maître de conférences à l'Ecole Supérieure de journalisme Melchior Wańkowicz (pl) (1999-2005). Dans les années 2016-2018, il travaille à Polskie Radio.

### Vie familiale
Il est le fils du réalisateur Grzegorz Królikiewicz et de la nièce du capitaine Władysław Raginis et frère de la productrice Bogna Janiec.

## Filmographie sélective
- 2018 : Inspection (Inspekcja), épisode 65:12 de la série télévisée Teatr Telewizji (pl) – réalisateur, scénariste
- 2019 : The Day of Wrath (Dzień gniewu), épisode 66:32 de la série télévisée Teatr Telewizji – réalisateur, scénariste
- 2022 : Œdipe roi (Król Edyp), épisode 69:7 de la série télévisée Teatr Telewizji – réalisateur, scénariste
- 2022 : Czas na pogodę – réalisateur, scénariste, producteur

## Récompenses
Il a reçu plus d'une vingtaine de récompenses, parmi lesquels :
- 2018 - Grand Prix du Festival du Théâtre de la Radio Polonaise et du Théâtre de la Télévision Polonaise Dwa Teatry (pl) pour le texte dramatique original et pour la mise en scène de la pièce Inspection[5]
- 2018 – Grand Prix du Festival de Théâtre de la Télévision Polonaise à New York pour la pièce « Inspection »
- 2018 – Sabre d'argent dans la catégorie long métrage au Festival International du Film historique et militaire de Varsovie pour la pièce Inspection
- 2020 : Meilleur film pour Dzien gniewu au festival international Mirabile Dictu[6]
- 2022 - Grand Prix du Festival de Théâtre de Radio-Télévision Polonaise "Dwa Teatry" pour la pièce Œdipe roi (Król Edyp)[7].